# Daniel Hunter McMillan
Daniel Hunter McMillan (né le 14 janvier 1846 – mort le 14 avril 1933) est un homme politique canadien, il fut Lieutenant-gouverneur de la province du Manitoba de 1900 à 1911.
Officier supérieur dans l'armée, il a participé à l'écrasement de la révolte menée par le métis Louis Riel puis a fondé une entreprise de minoterie à Winnipeg en 1874. Ensuite, il fut le  premier président du Winnipeg Grain Exchange, fondé en 1887, dans la capitale du Manitoba.